# Barbella phyllogonioides
Barbella phyllogonioides är en bladmossart som beskrevs av Brotherus 1906. Barbella phyllogonioides ingår i släktet Barbella och familjen Meteoriaceae. Inga underarter finns listade i Catalogue of Life.